# 米亞斯特科
米亞斯特科（波兰语：Miastko；德语：Rummelsburg）是波蘭的城鎮，位於該國西北部，由濱海省負責管轄，面積5.68平方公里，海拔高度120米，該地區自史前時代有人類居住，2006年人口10,987。
54°01′N 16°59′E / 54.017°N 16.983°E